# Segundo Durandal
Pour les articles homonymes, voir Durandal (homonymie).
Segundo Durandal (né le 17 mars 1912 en Bolivie et décédé le 12 janvier 1976) est un joueur de football international bolivien, qui évoluait en défense.

## Biographie
Il joue sa carrière dans les clubs de CS San José Oruro entre 1930 et 1938, avant de rejoindre le Club Bolívar, un des nombreux clubs de la capitale.
Il participe aussi à la coupe du monde 1930 en Uruguay avec la Bolivie, appelé par l'entraîneur Ulises Saucedo.
Le pays ne passe pas le premier tour lors de la compétition, et perd deux fois 4-0 contre la Yougoslavie et le Brésil.
En 1938, Durandal prend part à la première édition des Jeux bolivariens.